# Schefflera micrantha
Schefflera micrantha är en araliaväxtart som först beskrevs av Charles Baron Clarke, och fick sitt nu gällande namn av James Sykes Gamble. Schefflera micrantha ingår i släktet Schefflera och familjen araliaväxter. Inga underarter finns listade.